# Pętla (teoria grafów)
Pętla (pętla własna) – krawędź łącząca wierzchołek z nim samym.

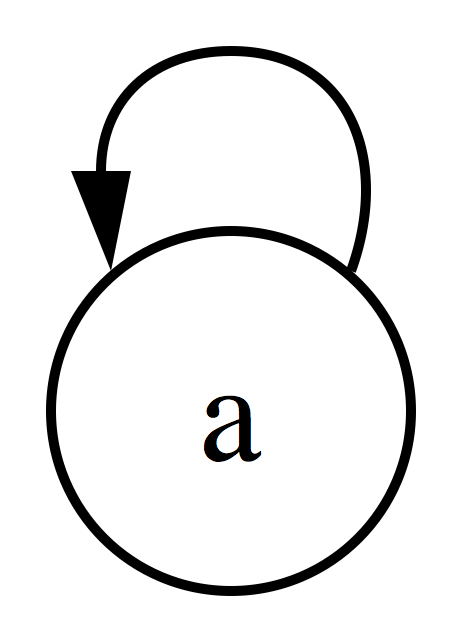
Pętla w grafie skierowanym